# Zhroucení budov Světového obchodního centra

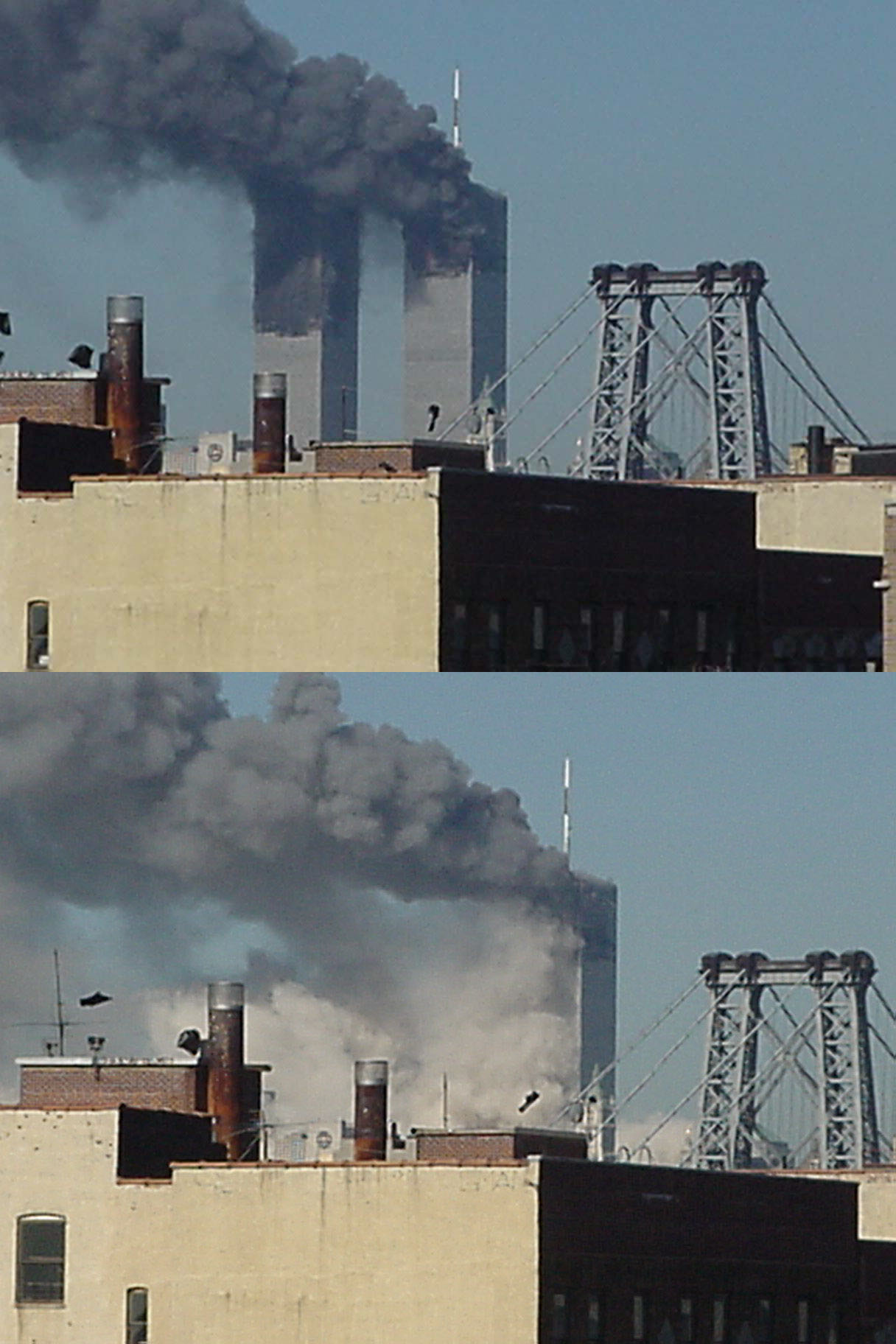
Zhroucení jižní věže

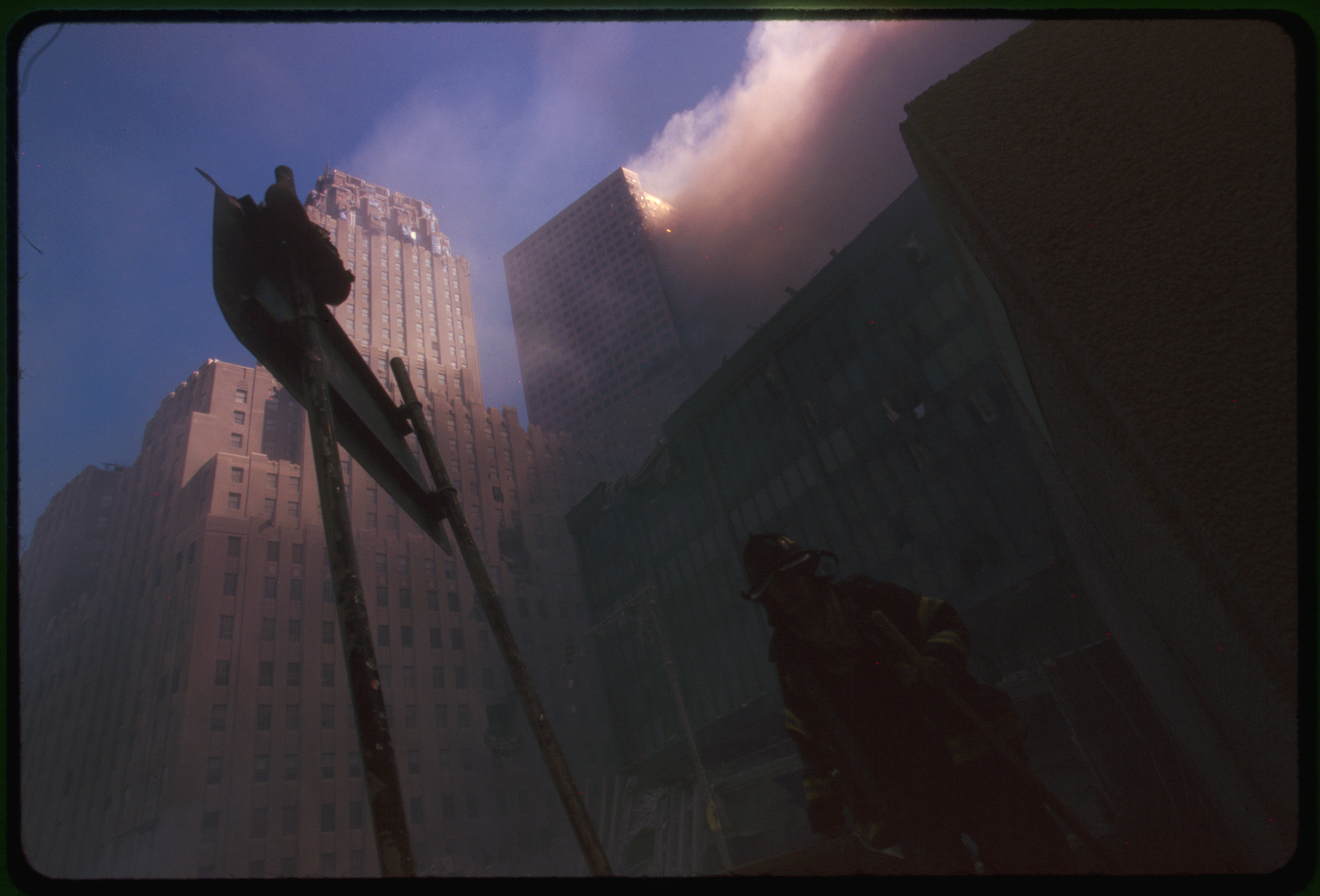
Budova č. 7 dne 11. září 2001 mezi polednem a svým zhroucením v 17:25.

Zhroucení budov Světového obchodního centra nastalo po teroristických útocích z 11. září 2001. Jižní věž se zřítila v 9.59 místního času (56 minut po zásahu). Severní věž ji následovala v 10.28 (102 minut po zásahu). V 17:21:10 hod. se zřítila budova Světového obchodního centra č. 7. Podle konečných výsledků šetření organizacemi Federal Emergency Management Agency a National Institute of Standards and Technology ke zhroucení obou věží přispěly zásahy civilními dopravními letadly unesenými členy Al-Káidy, ale hlavní příčinou byly následné požáry.

## Výsledky vyšetřování

### Lidské oběti a poškození budov a okolí
Ve věžích a jejich blízkém okolí zahynulo 2753 lidí včetně všech 157 pasažérů a posádky unesených letadel. Zhroucení „Dvojčat“ způsobilo vážné poškození blízkých okolních budov. V 17:20 se zhroutila budova číslo 7 Světového obchodního centra. Podle výsledků vyšetřování Národního institutu pro normy a technologie (NIST) to bylo v důsledku poškození a požárů, které v budově vypukly po zřícení Severní věže. Trosky z hroutících se věží poškodily mnoho okolních objektů a struktur. 

### Příčina zhroucení budov
Let AA11 – Boeing 767 s hmotností přes 130 tun (z toho 30 tun palivo) narazil kolmo s přesností na 1 metr do centra severní stěny WTC 1 mezi patry 95–96 rychlostí 200–220 m/s. Let UA 175 ze stejného letiště (obě dvě letadla měla startovat pár minut po sobě) – Boeing 767 s hmotností přes 130 tun (z toho 30 tun palivo) narazil 11 m doprava od centra jižní stěny WTC 2 a to téměř kolmo (3 až 8° od kolmice, nikoliv 11–13°, jak je často mylně uváděno) mezi patry 80–81 rychlostí 254 m/s.

### Konstrukce budov
Federal Emergency Management Agency dokončila studii o pádu budov v roce 2002. Prohlásila v ní, že konstrukce budov WTC byla v pořádku a zhroutila se v důsledku zcela mimořádných faktorů, které její stavitelé nemohli předpokládat. Zároveň vyzvala k dalšímu studiu. FEMA navrhla, že oslabení spojů bylo způsobeno oslabením podlahových trámů požáry, které nastaly v důsledku nárazu letadla. Podle zprávy FEMA a následné oponentury NITSu byly podlahy odděleny od hlavní konstrukce budovy a následně se sesunuly jedna na druhou, což vedlo k progresivnímu tj. „palačinkovému“ kolapsu.

### Role požáru
Šetření FEMY bylo později revidováno šetřením NIST, který jej také konsultoval s odbornou veřejností. Vyšetřování bylo ukončeno v roce 2005. Stejně jako FEMA také NIST nenalezl vady konstrukce WTC a dále také konstatoval, že se závažností útoků a rozsahem ničení neměla americká města dosud zkušenost. NIST také zdůraznil roli požárů, které však nebyly příčinou rozpadu spojů podlah s hlavní konstrukcí. Místo toho bylo zjištěno, že prohýbající se podlahy k sobě přitáhly obvodové sloupy: „To vedlo k vnitřnímu vyklenutí obvodových sloupů a jejich následnému selhání na jižní straně WTC 1 a na východní straně WTC 2 a následnému zhroucení obou věží.“ Na základě analýzy stoupání kouře bylo stanoveno, že požár ve WTC 2 generoval 500 MW tepla po dobu 56 minut a požár WTC 1 generoval kolem 1000 MW po dobu 102 minut. To odpovídá např. vyhoření 36 kg papíru za sekundu ve WTC 2 (tzv. Jižní věž) nebo 72 kg papíru/s ve WTC 1 (Severní věž). Celkové teplo vyprodukované ve WTC 2 tedy odpovídalo přibližně vyhoření 120 tun papíru a 440 tunám papíru ve WTC 1. Požár ve WTC 2 byl slabší i proto, že východní část podlaží obsahovala velmi nadrcený materiál z kanceláří díky přímému dopadu trosek letadla. Kompaktní masa papíru, židlí a stolů byla navíc překryta práškem ze sádrokartonu a protipožární izolace. Teplota požáru se tak pohybovala okolo 700 °C a nikoliv 1000 °C jak je běžné při běžném požáru. Příspěvek leteckého paliva byl malý, neboť toho shořelo v každé věži kolem 10–15 tun (ekvivalent přibližně 40 tun papíru).

### Mechanismus poškození budov

#### První fáze
Mechanismus si lze nejlépe představit takto: v první fázi dochází k prohřívání podlah, které až do 300 °C expandují a mírně tlačí externí sloupy směrem ven (jádro je na vytlačení příliš rigidní strukturou budovy). V určitém okamžiku (mezi teplotami 400 a 500 °C) dojde k prvnímu oslabení struktury nosníků podlah přímým vlivem tepla i nepřímou změnou geometrie a ty začnou pohyb směrem dolů, zároveň je směrem dolů tlačí i externí sloupy (které se vrací směrem ke své původní poloze před požárem, ale setrvačností ji přestřelí – podobně jako u upuštěné tětivy luku). Toto se děje díky rozsáhlému charakteru požárů 2–3 patra nad sebou a díky tomu má tento efekt dostatečnou sílu místy stlačit přes 18 m dlouhé podlahy (v obou případech se jednalo o dlouhé sekce podlah) až 3 m směrem dolů a přes 50–100 cm dovnitř (WTC 2) popř. 100–150 cm dovnitř (WTC 1).

#### Druhá fáze
Následně u obou externích stěn došlo k prasknutí v místě spojů prefabrikovaných panelů sloupů (externí stěny byly složeny ze sekcí 3 sloupů vysokých 3 patra ). Po tomto prasknutí už nešlo pád zastavit, neboť celá vrchní část věže (30 pater u WTC 2 a 12 pater u WTC 1) by po prasknutí sloupů musela nasednout na 10 cm silné betonové podlahy, které nemohly unést její enormní hmotnost. Velmi zjednodušeně: vrchní část neměla nikde během pádu konce sloupů, které by spočinuly na jiných koncích sloupů nebo srovnatelně silných horizontálních nosníků. 

#### Třetí fáze
Konečným mechanismem kolapsu však byl přímo jev ROOSD, kde desky podlah uvolněné seknutím sloupů padaly uzavřeny mezi externími stěnami a jádrem směrem dolů a zároveň tak likvidovaly laterální podporu pro jádro i exteriér. Po dosažení pádu desek až na dno věží byla nepodepřená délka jádra již tak dlouhá, že i nezatížené jádro se začalo bortit (jako volně stojící dráty). Exteriér byl ROOSD vytlačen a rotován v podobě velmi vysokých sekcí, které místy dosahovaly výšky přes 100 m. Díky tomu trosky budov WTC 1 a WTC 2 zasáhly obrovskou plochu. NIST nezveřejnil instrukce pro provedení simulací dalšími subjekty, takže je nebylo možno nezávisle zreprodukovat a jeho závěry ověřit. Samotná iniciace v případě WTC 1 pravděpodobně zahrnovala i výrazný kolaps jádra přímým vlivem zvýšené teploty a požáru. Před dopady letadel byly bezpečnostní faktory většiny jádrových sloupů 2 a externích 5, po dopadech klesl u přežívajících jádrových sloupů bezpečnostní faktor místy i k pouhým 1,2. Velmi obecně by se dalo říci, že přibližně 2/3 poškození potřebného k pádu věží za bezvětrných podmínek měly na svědomí impakty letadel. Některé studie ale predikují i kolaps bez dopadu letadel, pouze v důsledku rozsáhlých požárů.

### Neuspokojivý výsledek vyšetřování
Je potřeba zdůraznit, že přesný mechanizmus iniciace kolapsu WTC 1 není z forenzního hlediska uspokojivě vysvětlen (NIST nedokázala v simulaci přinutit jižní stěnu WTC 1 k pozorované deformaci, chování systému podlah na jihu věže je v středně velkém rozporu s rozsahem poškození od trosek letadla a požárů apod.), jádro budovy navíc pravděpodobně selhalo jako první – celkově tedy existují seriózní otázky ohledně kvality renovace protipožárního nástřiku před dopady letadel, o požárním zatížení které mohlo lokálně překonávat normy, o kvalitě ocele některých jádrových sloupů a dokonce i – ze strany konspiračních teoretiků – možné přítomnosti náloží termitu). Situace u WTC 2 je v tomto ohledu uspokojivá. Neschopnost oficiálních vyšetřování přijít s uspokojivým vysvětlením kolapsu WTC 1 se stala jedním z důvodů vzniku konspiračních teorií o kontrolované demolici (hlavním důvodem bylo polo-ilegální odklizení trosek bez zachování snadno identifikovatelných jádrových sloupů z dopadových zón). Mezi kritiky zprávy NIST patří např. profesor Quintiere nebo (částečně) i profesor Zdeněk Bažant.
Výsledky vyšetřování pádu WTC 7 jsou odbornou veřejností napadány a lze tvrdit, že přesný mechanismus kolapsu WTC 7 není dodnes uspokojivě vysvětlen. Totéž v menší míře platí i pro hlavní věže, kde existuje spousta neznámých faktorů a nesouhlas mezi jednotlivými odborníky (týká se důsledků dopadů letadel, velikosti a intenzity požárů hluboko v budově, podmínek a rozsahu prohýbání podlah a odpovědí jádra budovy na teplotu).
Čištění zasažených lokalit bylo dlouhodobou operací, na které se různou měrou podílelo mnoho společností, jejíž náklady dosáhly stovek milionů dolarů. První kompletně novou budovou se stala budova 7 World Trade Center.